# Юрген Курбюн
Юрген Курбюн (на немски: Jürgen Kurbjuhn) е бивш германски футболист.
Роден е на 26 юли 1940 г. в гр. Тилзит, Източна Прусия, Германия (днешен Советск, Калининградска област, Русия).

## Кариера
Курбюн започва кариерата си в аматьорския Букстехудер ШФ. През 1960 преминава в „Хамбургер“, където играе до 1972 г., когато е принуден да прекрати кариерата си поради контузия. Той е в състава на Германия на СП 1962 в Чили, но не играе. С „Хамбургер“ печели Купата на Германия през 1963 г. и играе финал на същия турнир 4 години по-късно. Играе на финала за КНК през 1968 и на полуфинала за КЕШ през 1961 г.